# Bianca Castanho
Bianca Castanho Pereira (née le 25 janvier 1979  à Santa Maria, dans l'État de Rio Grande do Sul) est une actrice brésilienne.

## Filmographie

### Cinéma
- 2002 : A Partilha .... Ângela

### Télévision
- 1998 : Ensino Geral, apresentadora
- 1998 : Você Decide, Ana Sampaio
- 1999 : Terra Nostra, Florinda
- 2000 : Uga-Uga, Ametista
- 2001 : A Turma Do Didi, Juli Santana
- 2001 : A Turma Do Didi, Azazel
- 2001 : Malhação, Valeria Oliveira
- 2002 : O Beijo do Vampiro, Clarissa Silva
- 2003 : Canavial de Paixões, Clara Ferbemann
- 2004 : Esmeralda, Esmeralda Casagrande
- 2006 : Cristal (telenovela) || Cristina Ascãnio
- 2007 : Amor e Intrigas || Antonia Fraga
- 2009 : Promessas de Amor|Mutantes - Promessas de Amor  || Arminda Ponte Cordeiro

## Théâtre
- 1999 : O Burguês Fidalgo ... Fernanda
- 2001 : Rei Lear ... Cordélia
- 2002 : A.M.I.G.A.S. ... Aline